# Sant Joan de Vilassar
Sant Joan de Vilassar és una església del municipi de Vilassar de Mar (Maresme) inclosa en l'Inventari del Patrimoni Arquitectònic de Catalunya. Passejant per Vilassar de Mar, qualsevol persona pot gaudir de la majestuositat de l'església de Sant Joan. No només parlem de l'exterior: el campanar actualment en reconstrucció, les portes solemnes, el bust en honor a Mossèn Pere Ribot, les oliveres de l'entrada, etc. Si ens endinsem en l'edifici, a més a més es pot contemplar les abundants representacions del Senyor, diversos Sants i nombroses Verges que sovint van acompanyades d’espelmes com a ofrenes. I, per a culminar amb la vista, només fa falta redirigir la mirada al daurat altar.

## Descripció
És un edifici religiós format per una nau central i dues laterals d'alçada inferior, separades per columnes amb capitells corintis que suporten un entaulament i arcs de mig punt, un transsepte i un tester rectangular. Al centre del creuer s'aixeca un cimbori. Les naus laterals presenten tres petites capelles.
L'interior és decorat amb retaules neobarrocs de Josep Obiols, Enric Monserdà, Joan Commeleran i Jordi Vila Rufas. La cripta, bastant deteriorada, està decorada amb frescos de Leonci Quera. L'exterior, d'obra vista, presenta dos cossos, el superior dels quals correspon a la nau central, està coronat per un frontó triangular. Tota la façana està recorreguda per pilastres adossades.

### Porta

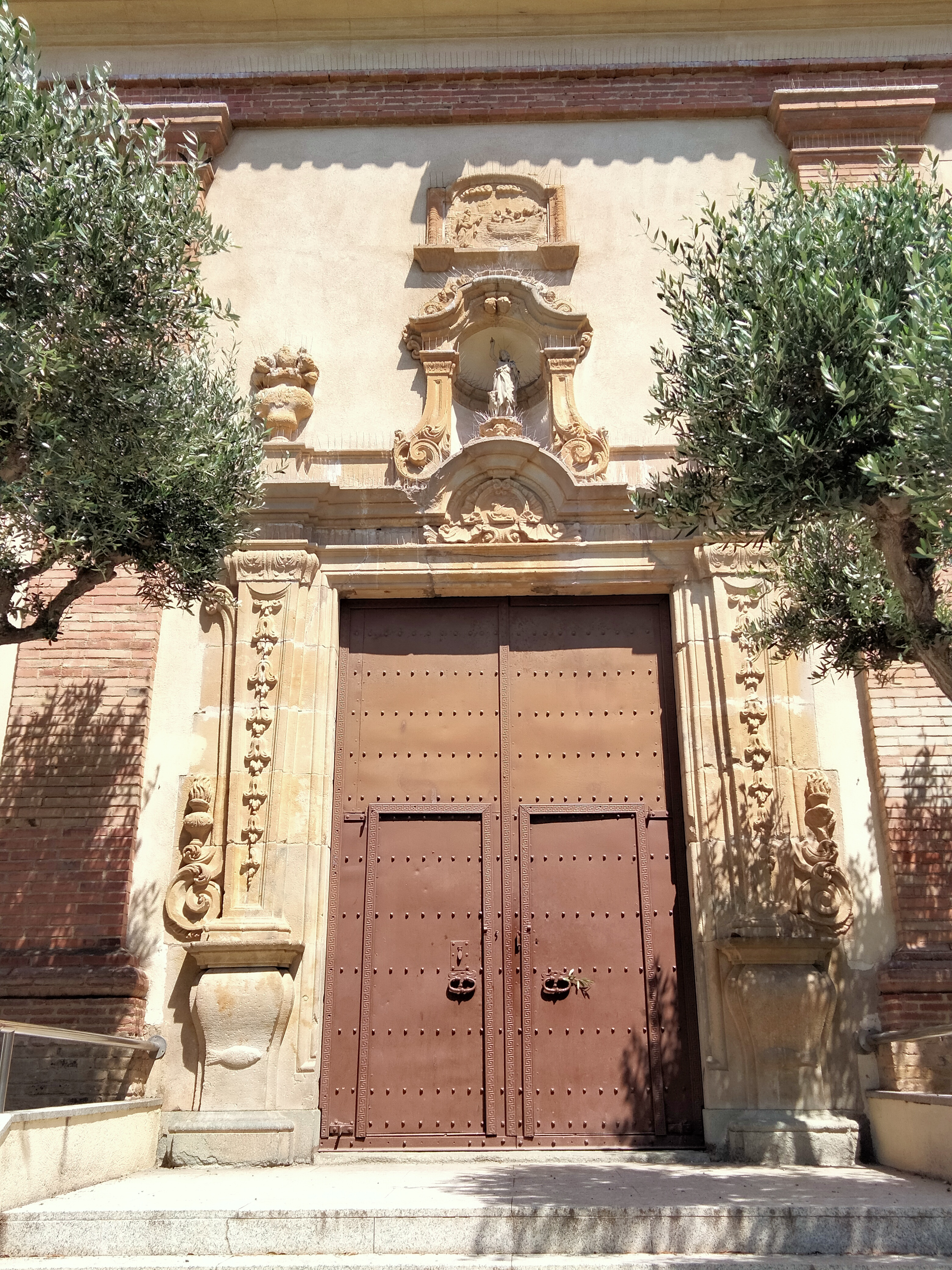
Portalada barroca, testimoni de l'església original del

La portada principal és l'única resta de la primitiva església de Sant Joan de Vilassar, bastida al segle xviii. Es tracta d'una portada arquitravada, amb un entaulament amb el tester semicircular, suportat per pilastres adossades que presenten la part superior del seu fust més ample que la part inferior. Sobre l'entaulament s'obre una fornícula que conté la imatge del Sant patró, coronada amb un joc de línies concavoconvexes, típicament barroc. Sobre l'entaulament flanquegen la fornícula dues hídries ornamentals adossades al mur. Sobre el conjunt de la portada i a la part exterior, hi ha un relleu adossat al mur.

### Orgue
L'instrument consta de dos teclats manuals, un de pedaler i de catorze registres sonors que conformen un total de vuit-cents noranta-nou tubs sonants, repartits en dos cossos sonors disposats en un mateix pla i tancats per caixes expressives. El vent és subministrat per un motor-ventilador elèctric i s’emmagatzema en dos dipòsits de vent continu. La transmissió és tubular pneumàtica, com també ho és la registració. Els dos secrets principals són de corredores, i els sis secrets secundaris són de pistons.

## Història
La portada i el campanar de planta octogonal són les úniques restes de la primitiva església de Sant Joan de Vilassar, bastida al segle xviii. L'actual església fou construïda de nova planta al segle xx. La "Gran Geografia Comarcal de Catalunya" la data l'any 1946 i l"enciclopèdia Catalana" del 1942. Doncs, cal clarificar que l'edifici del que gaudim avui en dia al municipi no és l’original. Aquest temple que custodia el barri del casc antic va ser reconstruit l’any 1945 després de patir les conseqüències de la Guerra Civil Espanyola. Tanmateix, abans d’entrar a descriure la història de l'església actual, cal fer remembrances de l'edifici que en el passat va ser la casa del Senyor original.

### L'església i la Guerra Civil
L'any 1936, l'església de Sant Joan de Vilassar de Mar va patir els estralls de l'onada anticlerical i tot el seu mobiliari litúrgic va ser cremat. L’interior de l'església, a nivell general, es pot valorar que va quedar irrecuperable, totalment destrossat. Pel que fa a l'estructura i l'edifici de l'església, els desperfectes no van ser tan greus, comparats amb el dany que va patir l’interior. La destrossa més important que va afectar nivell estructural va ser l'esfondrament de la cúpula. La resta de les parets i divisions interiors de l'edifici van quedar malmeses, però dins del que cabia, recuperables.
Per tant, la guerra va deixar l'estat de l'església irrecuperable. No obstant això, l’orgue va romandre resguardat. Gràcies a l’anticipació dels vilatans, l'orgue va ser desmuntat dies abans que l'església de Vilassar de Mar fos víctima de l’onada anticlerical de la guerra civil.
Acabada la guerra es va decidir emprendre la construcció d'un nou temple, respectant, de l'església antiga, únicament la portalada barroca i el campanar. A principis de juliol de 1939, mossèn Roig va iniciar un trencaclosques mental per a imaginar com volia que fos la nova església de Sant Joan de Vilassar de Mar. Aquest encàrrec seria dut a terme per Josep Maria Ribas i Casas, arquitecte municipal i estiuejant al municipi. Amb l’ajut de donatius i préstecs, es van tornar a aixecar les parets del temple. No obstant això, va caldre demolir el que restava del temple barroc i de l’antiga rectoria, convertint aquestes restes de la guerra en un nou fonament per a una església de Sant Joan renovada i més gran, adaptada al volum creixent de la població de Vilassar de Mar.

### La reconstrucció de l'església
Les obres es van iniciar l'any 1942, després de passar pel vistiplau de les entitats corresponents. El nou temple no només tenia com a objectiu ser més gran, sinó que també volia presentar més ornamentació en el seu interior. L’arquitecte Ribas es va inspirar, per tant, en el Renaixement, concretament en el Quattrocento italià de Florència, tendència del Noucentisme. El resultat de la reconstrucció de l'església de Sant Joan de Vilassar de Mar el podem apreciar avui en dia tot i passejant pel Carrer Sant Joan. Si analitzem l'exterior, hi ha el portal, típica mostra del barroc amb ornaments amb motiu pescador, com un relleu on figura Jesús caminant sobre les aigües, amb una barca amb sant Pere i d'altres personatges. La torre campanar respon igualment a una estructura corrent a l'època, tot i que poc freqüent al Maresme, amb un primer nivell de planta quadrada que esdevé octogonal als pisos superiors.

## L'orgue de Sant Joan de Vilassar de Mar

### Descripció tècnica
L'orgue està situat en el cor, als peus de l'església, i mira de cara a l'altar. El moble està dividit en dos pisos. En el pis inferior trobem el sistema de generació, transport i emmagatzematge del vent, la maquinària que correspon a la transmissió i la que correspon a la registració. Mirant des de l’altar, tenim el ventilador elèctric i l'estació pneumàtica dels teclats. Al davant d’aquesta part hi ha la consola. A la part dreta hi ha el dipòsit de vent continu que subministra el vent als secrets situats en aquesta part; també hi ha la part de maquinària que pertany a la transmissió i a la registració corresponent al primer teclat.
A la part esquerra hi trobem el dipòsit de vent continu que subministra el vent als secrets situats en aquesta part, com també hi ha la part de maquinària de la transmissió i de la registració corresponent al segon teclat. En el pis superior se situa el material sonor disposat a dreta i esquerra de la part central, que està tancat en dues caixes expressives de 14 persianes cada una. A la caixa expressiva de la dreta hi trobem un secret principal i quatre secrets secundaris, com també els tubs corresponents als registres del primer teclat. Per altra banda, a la caixa expressiva de l'esquerra hi trobem un secret principal i dos secrets secundaris, i a més els tubs corresponents als registres del segon teclat i del pedaler. Pel que fa a les dimensions de la consola, les mesures són les següents: sobresurt 189 cm del moble de l’orgue, fa 183 cm d’amplada comptant els graons per pujar-hi i 152,2 cm d’alçada des del terra del cor sense comptar el faristol.
En el tram central trobem un camp de 33 tubs disposats en V flanquejat per dues torres de 5 tubs cada una. Tots aquests tubs són canonges, és a dir, són purament decoratius i no produeixen cap nota musical. L’ornamentació del moble és austera: a les persianes de les dues caixes expressives hi trobem sanefes de motius florals, i les torres estan emmarcades per dues columnes cada una i decorades en la seva part superior. Cal destacar les dues inscripcions a la fusta de cada banda: “Quoniam rex omnis terrae deus psallite sapentier” psal. 46-8.
La consola es troba davant de la part central de l’orgue i mira cap a l’altar, és a dir, l’organista dona l'esquena a l’orgue. El factor més particular i possiblement únic, és el joc de miralls que està instal·lat per la qüestió pràctica de que l’intèrpret pugui veure el que succeeix en tot moment a l’altar. Per tant, hi ha un petit espill a la dreta de l’orgue que coincideix amb un mirall rodó col·locat a les esquenes de l’organista, que és el que permet la visió de l’ofici. El sistema de transmissió utilitzat és el tubular pneumàtic, tant per als teclats com per a la registració. Les cues de les tecles estan connectades a unes varetes, que es dirigeixen cap a l'estació pneumàtica dels teclats gràcies a dos jocs d’escaires i sense cap reducció. L'estació pneumàtica està composta per 9 conjunts de vàlvules dobles. En total, doncs, surten d’aquesta estació pneumàtica 409 tubs. Cadascuna de les vàlvules dobles governa dos ports: el d’entrada de l’aire comprimit cap a la cambra on es troba l’inici del tub pneumàtic i el de sortida d’aquesta cambra cap a l’atmosfera.

### Registres sonors
En resum, els 14 registres sonors de què disposa l’orgue sumen un total de 899 tubs repartits de la següent manera. En els registres corresponents al primer teclat manual, equivalents al cos expressiu de la dreta, la pressió del vent és de 55 mmHg. I, en total, tots els registres que conté l’orgue són els següents: salicional, flauta tapada, contrabaix, bordó, corn de nit, octaviant, trompeta, llengüeteria, flauta harmònica, flauta tapada i flauta semi-tapada, gamba, corda, veu celesta, octaviant, fagot i oboè, tutti general, i per acabar, violoncel. Els efectes que conté són expressió I, expressió II, crescendo general i trèmolo II.
Val a dir que s’entén que tots els registres són no imitatius, malgrat que el nom d’alguns faci pensar en el contrari, és a dir, que tot i el nom, no tenen la intenció d’imitar els instruments musicals homònims. S’entén per tipologia lliure aquella sonoritat que es troba a mig camí dels registres principals i dels de corda i/o flauta.
Cal anotar, també, que per norma general tots els tubs de metall de 2 peus d’alçada física en amunt (tubs més petits) estan formats per un aliatge d’estany i plom, mentre que la resta de tubs metàl·lics (de més de dos peus) són de zinc.

### Funcionament
El vent és subministrat per un ventilador “Ventus” model 14/120 TR de la casa Aug. Laukhuff de Weikersheim (Alemanya). Va ser instal·lat l’any 2002, ja que l’anterior estava en molt mal estat de conservació, i genera vent a una pressió de 120 mmHg. El vent és conduït a través de conductes cap a dos dipòsits de vent continu. Ambdós dipòsits estan graduats (mitjançant l’ús de pes) per proporcionar una pressió al vent en els dipòsits i mantenen de forma més estable la pressió, cosa que és fonamental en l’afinació de l’instrument. Un gran conducte s’encarrega de portar el vent del dipòsit cap a l’arca de vent dels respectius secrets principals. Diversos conductes també s’encarreguen de portar el vent des dels dipòsits cap als secrets secundaris. Finalment, trobem altres conductes que s’encarreguen de fer arribar el vent directament des de prop del motor fins a tota la maquinària pneumàtica, és a dir, la de la transmissió dels teclats (estació pneumàtica i sistema de palanques pneumàtiques) i la de la registració (estació pneumàtica, primer sistema de palanques pneumàtiques i segon sistema de palanques pneumàtiques).
El sistema de transmissió utilitzat és el tubular pneumàtic, tant per als teclats com per a la registració. Les cues de les tecles estan connectades a unes varetes, que es dirigeixen cap a l'estació pneumàtica dels teclats gràcies a dos jocs d’escaires i sense cap reducció. L'estació pneumàtica està composta per 9 conjunts de vàlvules dobles. En total, doncs, surten d’aquesta estació pneumàtica 409 tubs. Cadascuna de les vàlvules dobles governa dos ports: el d’entrada de l’aire comprimit cap a la cambra on es troba l’inici del tub pneumàtic i el de sortida d’aquesta cambra cap a l’atmosfera.
Pel que fa als tubs pneumàtics, estan fets de plom i al seu final trobem les membranes. Per cada nota hi ha tantes membranes com tubs hi arriben, és a dir, en tenim tantes com maneres d’interpretar-la a la consola, ja sigui interpretant-la directament, des d’un altre teclat o des de l’acoblament a les octaves, cosa que fa que per als dos teclats més el pedaler hi hagi un total de 409 membranes. Cada conjunt de membranes dels secrets principals té al damunt una palanca pneumàtica consistent en un manxó tancat en una arca amb aire comprimit. El manxó té dos ports: el que permet l'entrada del vent i el que permet la sortida de l’aire comprimit cap a l’atmosfera i, per tant, el col·lapse del manxó. Aquests ports estan governats per una vàlvula doble connectada a cada conjunt de membranes. En total hi ha 122 manxons (61 del primer teclat i 61 del segon) per als secrets principals. Els manxons estan connectats directament amb les ventalloles a l’interior del secret per un conjunt de varetes.
Els pedals per a les combinacions fixes actuen mecànicament sobre la registració directa de l'estació pneumàtica i el pedal del crescendo també actua mecànicament sobre aquesta estació. Els pedals per accionar les combinacions lliures actuen seleccionant el pas del vent cap al conjunt de ports corresponents d’aquesta estació pneumàtica, de la qual surten, per tant, 4 tubs pneumàtics per cada registre (registració directa, 1a combinació lliure, 2a combinació lliure i crescendo). Aquests tubs pneumàtics es dirigeixen cap a un conjunt de membranes situades a sota dels graons per pujar a la consola. Aquestes membranes es van canviar el 2007. Hi ha, en total, 76 membranes, 4 per cada plaqueta de la consola i al damunt de les membranes hi trobem 19 palanques pneumàtiques semblants a les descrites anteriorment. Cadascun d’aquests manxons governa un dels 19 tubs pneumàtics més amples que els anteriors.
El tub corresponent al trèmolo es dirigeix cap al conducte situat entre el dipòsit de vent continu i l’arca de vent del segon teclat, on està situada la màquina del trèmolo. Els tubs dels acoblaments i els dels registres del pedaler es dirigeixen cap a l'estació pneumàtica dels teclats, on omplen de vent les cambres dels jocs de vàlvules, i els corresponents als registres del primer i el segon teclat es dirigeixen cap als laterals dels secrets. Allà hi ha el mecanisme que acciona les corredores, consistent en un conjunt doble de membranes que es troben a pressió atmosfèrica i que posen en funcionament un conjunt de 13 manxons dobles de triple port accionats per vàlvules lliscants, que són els que s’encarreguen de moure les corredores dels secrets. Els dos secrets principals, que estan situats als cossos dret i esquerre just per sobre dels mecanismes de transmissió descrits, són de corredores, del tipus antic, consistents en un esquelet constituït pel marc i les costelles del secret. En el pla superior de l'esquelet hi ha les tapes que van just al damunt de les costelles; al damunt de les tapes hi van les corredores (o registres) amb les guardes i, a sobre, les tapes dels registres, que és on reposen els tubs sonors. Aquestes tres capes de fusta (tapes, corredores i tapes dels registres) estan foradades per tal que el vent pugui sortir cap als tubs i acanalades en diagonal per tal que no hi hagi cap traspàs del vent des del tub que ha de sonar cap als tubs del costat. El pla inferior de l'esquelet està tancat excepte per la seva part més davantera, que és on hi ha l’arca de vent.
Dins de l’arca, trobem el principi de les costelles, i l'espai que queda entre cada costella és una canal corresponent a una nota: així, cada secret té 60 costelles que conformen 61 canals, un per cada nota del teclat. Aquestes canals estan tancades per les ventalloles aguantades en la seva posició per unes guies i premudes contra les costelles per unes molles. Les dues arques de vent reben directament el vent que ha de fer sonar els tubs a través, cadascuna, d’un conducte que prové directament del dipòsit de vent continu corresponent.